# ميتشيل هاري كوهن
ميتشيل هاري كوهن (بالإنجليزية: Mitchell Harry Cohen)‏ هو قاضي ومحامي أمريكي، ولد في 11 سبتمبر 1904 في فيلادلفيا في الولايات المتحدة، وتوفي في 7 يناير 1991.